# لودفيغ هيرش
لودفيغ هيرش (بالألمانية: Ludwig Hirsch)‏ هو مغني وكاتب أغاني ومقدم برامج إذاعية وممثل نمساوي، ولد في 28 فبراير 1946 في النمسا، وتوفي في 24 نوفمبر 2011 بفيينا في النمسا. من الجوائز التي نالها جائزة أمادايوس للموسيقى النمساوية ‏.

## جوائز
- جائزة أمادايوس للموسيقى النمساوية [الإنجليزية]‏

## وصلات خارجية
- لودفيغ هيرش على موقع IMDb (الإنجليزية)
- لودفيغ هيرش على موقع مونزينجر (الألمانية)
- لودفيغ هيرش على موقع ميوزك برينز (الإنجليزية)
- لودفيغ هيرش على موقع أول موفي (الإنجليزية)
- لودفيغ هيرش على موقع ديسكوغز (الإنجليزية)
- لودفيغ هيرش على موقع قاعدة بيانات الفيلم (الإنجليزية)
- لودفيغ هيرش على موقع كينوبويسك (الروسية)